# Amorophaga
Amorophaga is een geslacht van vlinders van de familie echte motten (Tineidae), uit de onderfamilie Scardiinae.

## Soorten
- A. cryptophori (Clarke, 1940)
- A. hyrcanica Zagulajev, 1968
- A. japonica Robinson, 1986
- A. rosemariae Robinson, 1986